# Kot w butach (anime)
Kot w butach (jap. ファンタジーアドベンチャー 長靴をはいた猫の冒険 Fantasy Adventure: Nagagutsu-o haita neko-no Boken; ang. Puss 'n Boots) – japoński serial anime z 1992 roku w reżyserii Susumu Ishizaki. Jest to swobodna adaptacja baśni Charles’a Perraulta.

## Fabuła
W pierwszym odcinku młynarczyk o imieniu Hans żeni się z księżniczką Sarą. Król zaprasza na uroczystość wielu magów, w tym potężnego Zakyla, który choć wygląda jak kobieta i ma kobiecy głos, jest mężczyzną. Z powodu głupoty posłańca, duszka o imieniu Pierre, Zakyl nie otrzymuje zaproszenia. Mag uznaje to za upokorzenie i usypia księżniczkę na wieki. Po zniknięciu Zakyla wszyscy dowiadują się, że mag uśpił księżniczkę z winy Pierre’a. Aby dać nauczkę duszkowi jedna z zaproszonych czarownic przemienia go w mysz, obiecując przy tym, że przywróci mu ludzką postać, gdy ten pomoże naprawić wyrządzone zło. Hans wyrusza więc w daleką podróż w poszukiwaniu Zakyla wraz z Pierre’em i kotem w zaczarowanych butach o imieniu Cousteau.
Jedynym sposobem na uratowanie księżniczki Sary jest pokonanie Zakyla. Podczas jego poszukiwań bohaterowie spotykają postacie ze znanych baśni i bajek takich jak Królewna Śnieżka, Kopciuszek, Dziewczynka z zapałkami, Jaś i Małgosia, Mała Syrenka, Aladyn etc. Czasami spotykają też postacie legendarne i mityczne m.in. Wilhelma Tella i Drakulę. A nawet jedną historyczną – króla Midasa z oślimi uszami. Pomagają tym postaciom lub ratują przed nimi zwykłych ludzi. Pod koniec wędrówki bohaterowie odnajdują i pokonują Zakyla, dzięki czemu księżniczka Sara zostaje uratowana.

## Lista odcinków
| N/o | Polski tytuł (nowa wersja) | Polski tytuł (stara wersja)           | Japoński tytuł              |
| --- | -------------------------- | ------------------------------------- | --------------------------- |
|     |                            |                                       |                             |
| 01  | Kot w butach               |                                       | 長靴をはいた猫の誕生        |
|     |                            |                                       |                             |
| 02  | Śpiąca Królewna            | Zemsta Zakyla                         | 祝福は百年の眠り            |
|     |                            |                                       |                             |
| 03  | Kopciuszek                 |                                       | ガラスの靴のワルツ          |
|     |                            |                                       |                             |
| 04  | Królewna Śnieżka           | Najpiękniejsza                        | 毒リンゴを食べないで!!      |
|     |                            |                                       |                             |
| 05  | Mała Syrenka               | Syrenka                               | 人魚の海・七色の海          |
|     |                            |                                       |                             |
| 06  |                            | Cousteau, dyktator mody               | クスト、デザイナーになる?!  |
|     |                            |                                       |                             |
| 07  |                            | Lampa Aladyna                         | 奪われた魔法のランプ        |
|     |                            |                                       |                             |
| 08  | Ali Baba i 40 rozbójników  | Czterdziesty piąty rozbójnik          | 合い言葉は開けゴマ?!        |
|     |                            |                                       |                             |
| 09  | Ziarnko fasoli             | Fasola wysoka do nieba                | 雲までのぼれ魔法の木        |
|     |                            |                                       |                             |
| 10  | Egzamin                    | Wyprawa do Londynu                    | 走れ!!友情を賭けて          |
|     |                            |                                       |                             |
| 11  |                            | Legendarny rycerz z Manchy            | ラ・マンチャの夢騎士        |
|     |                            |                                       |                             |
| 12  |                            |                                       | くしゃみ三回・死の予言      |
|     |                            |                                       |                             |
| 13  | Łabędzie jezioro           | Cud łabędziego jeziora                | 湖に舞う恋の行方?           |
|     |                            |                                       |                             |
| 14  |                            | Książę Janek                          | ある日突然、王子様?!        |
|     |                            |                                       |                             |
| 15  | Magiczny Kucyk             |                                       | イワンと魔法の子馬          |
|     |                            |                                       |                             |
| 16  | Czarodziejskie skrzypce    | Zaczarowane skrzypce                  | ふしぎなふしぎなバイオリン  |
|     |                            |                                       |                             |
| 17  | Królowa Śniegu             | Igraszki Królowej Śniegu              | 氷の国の魔女                |
|     |                            |                                       |                             |
| 18  | Jaś i Małgosia             | Co się przydarzyło Jasiowi i Małgosi? | 森の中のお菓子の家          |
|     |                            |                                       |                             |
| 19  |                            |                                       | 放たれた正義の矢            |
|     |                            |                                       |                             |
| 20  | Ośle uszy króla            | Królu, masz ośle uszy                 | びっくり仰天!!王様の耳      |
|     |                            |                                       |                             |
| 21  |                            | Kłopoty księcia Alanburna             | 史上サイテーの花嫁?!        |
|     |                            |                                       |                             |
| 22  | Dziewczynka z zapałkami    | Sen dziewczynki z zapałkami           | 題名は「マッチ売りの少女」  |
|     |                            |                                       |                             |
| 23  |                            | Wspaniały pomysł                      | 動物言葉でしゃべれたら?!    |
|     |                            |                                       |                             |
| 24  |                            | Nie boję się Drakuli                  | 吸血鬼にされたピエール!     |
|     |                            |                                       |                             |
| 25  |                            | Czwarty z muszkieterów                | あこがれの三銃士            |
|     |                            |                                       |                             |
| 26  |                            | Zbudź się, śpiąca królewno            | ザキル発見!サーラ姫のめざめ |

## Wersja japońska

### Obsada głosowa
- Yasunori Matsumoto – kot Cousteau
- Eiko Yamada – Hans
- Chika Sakamoto – duszek Pierre
- Chieko Honda – księżniczka Sara
- Kazue Komiya – Zakyl
- Ryō Horikawa – Iwan
- Toshihiko Seki – Christopher
- Hirotaka Suzuoki – Abusan / Jesakku
- Kazuhiko Inoue – Torsen
- Takehito Koyasu – Jeni
- Banjō Ginga – Minister

### Piosenki
- Opening:  8 Bīto no echūdo (jap. 8ビートのエチュード) w wykonaniu Mika Chiba[20]
- Ending: Heart to Heart w wykonaniu Mika Chiba[21]

Obie piosenki pochodzą z albumu Faint Kachi ne (jap. フェイント勝ちね) z 1990 roku.

## Wersja polska
W Polsce serial emitowany był po raz pierwszy na kanale TVP2 od 1 lipca 1993 do 30 grudnia 1993, następnie w TV Polonia od 28 czerwca 1999 do 3 sierpnia 1999 oraz w TV Niepokalanów z polskim dubbingiem.
Opracowanie: Eurocom

Reżyseria: Jerzy Dominik

Dialogi: 
- Maria Utecht,
- Dorota Tondera

Dźwięk i montaż: Maciej Kręciejewski

Kierownictwo produkcji: Marzena Wiśniewska

Teksty piosenek: Ryszard Skalski

Wykonanie piosenek: Olga Bończyk

Opracowanie muzyczne: Jacek Grudzień

Udział wzięli:
- Mieczysław Morański – kot Cousteau
- Jacek Sołtysiak – Hans
- Lucyna Malec – 
  - duszek Pierre,
  - młodsze rodzeństwo Hansa (odc. 2),
  - Duch światła (odc. 2),
  - sprzedawczyni (odc. 3),
  - szlachcianka (odc. 13),
  - goście na balu (odc. 13),
  - garderobiana (odc. 22)
- Teresa Lipowska – 
  - Panna Flora,
  - macocha Kopciuszka (odc. 3),
  - wiedźma (odc. 5),
  - zakonnica (odc. 5),
  - jedna z tłumu gapiów (odc. 5),
  - Wiedźma z Piernikowego Domku (odc. 18),
  - właścicielka wyschniętej studni (odc. 18)
- Anna Apostolakis –
  - Zakyl,
  - zła królowa (odc. 4),
  - kobieta odprawiająca z kwitkiem wiedźmę (odc. 5),
  - krawcowa (odc. 5),
  - matka Iwana (odc. 15),
  - łobuziak #1 (odc. 15),
  - Królowa Śniegu (odc. 17),
  - dziecko cieszące z choinki (odc. 17),
  - Fay (odc. 18),
  - Lilian (odc. 22)
- Jolanta Wołłejko – 
  - Hanna (odc. 1-2),
  - Duch wody (odc. 2),
  - matka Jacka (odc. 9),
  - Melson (odc. 10)
- Krzysztof Krupiński –
  - chudy brat Hansa (odc. 1-2),
  - Duch ognia (odc. 2)
- Jerzy Mazur –
  - gruby brat Hansa (odc. 1-2),
  - sprzedawca (odc. 3),
  - dowódca straży (odc. 3),
  - królewicz (odc. 4),
  - woźnica (odc. 4),
  - goście na balu (odc. 13),
  - chudy sługa króla (odc. 15),
  - łobuziak #2 (odc. 15),
  - łobuziak #3 (odc. 15),
  - nadworni stajenni (odc. 15),
  - wieśniak #2 (odc. 17),
  - przechodzień odmawiający dziewczynce z zapałkami (odc. 22)
- Janusz Bukowski –
  - król Karol (odc. 1-2),
  - Salem (odc. 9),
  - Egzaminator (odc. 10),
  - król (odc. 10),
  - mężczyzna w saniach (odc. 17),
  - wieśniak #1 (odc. 17),
  - aktor z teatru Edina (odc. 18),
  - mężczyzna informujący o zniknięciu Torrsena (odc. 22)
- Jerzy Dominik –
  - strażnik królewski (odc. 2),
  - straż zamkowa (odc. 4),
  - żołnierze (odc. 13),
  - stangret (odc. 13),
  - gruby sługa króla (odc. 15),
  - Iwan jako młodzieniec (odc. 15),
  - nadworni stajenni (odc. 15),
  - wieśniak #3 (odc. 17)
- Krystyna Kozanecka –
  - Kopciuszek (odc. 3),
  - Odile (odc. 13)
- Tomasz Kozłowicz –
  - książę (odc. 3),
  - Karl (odc. 10),
  - książę Zygfryd (odc. 13),
  - Kaj (odc. 17),
  - Jamie (odc. 19)
- Agata Gawrońska-Bauman –
  - Czarownica Cybere (odc. 3),
  - przyrodnia siostra Kopciuszka (odc. 3),
  - Czarodziejskie lustro (odc. 4),
  - oburzona klientka (odc. 4),
  - Iwan (odc. 15),
  - Jaś (od. 18)
- Włodzimierz Bednarski –
  - król (odc. 3),
  - właściciel gospody (odc. 3),
  - Rothbart (odc. 13),
  - zły król (odc. 15),
  - pan Omates (odc. 16),
  - Sido (odc. 19)
- Izabella Dziarska –
  - Królewna Śnieżka (odc. 4),
  - księżniczka Stella (odc. 5),
  - Małgosia (odc. 18),
  - Patrycja (odc. 16),
  - dziewczynka z zapałkami (odc. 22)
- Tomasz Grochoczyński –
  - Jan (odc. 4),
  - konik Shem (odc. 15)
- Mariusz Leszczyński –
  - handlarz (odc. 4),
  - Olbrzym (odc. 9),
  - Król Wieloryb (odc. 15)
- Agnieszka Kunikowska –
  - syrenka (odc. 5),
  - Odetta (odc. 13),
  - goście na balu (odc. 13),
  - księżniczka Sabrina (odc. 15),
  - Gerda (odc. 17),
  - dziecko cieszące z choinki (odc. 17)
- Artur Kaczmarski –
  - książę (odc. 5),
  - strażnik wyjaśniając powód poszukiwania dziewczyny (odc. 5),
  - jeden z tłumu gapiów (odc. 5),
  - zdegustowany przechodzień (odc. 5),
  - mężczyzna na koniu (odc. 10),
  - Torrsen (odc. 22)
- Zbigniew Suszyński – Jack (odc. 9)
- Marek Obertyn –
  - kapitan (odc. 13),
  - pracownik pana Omatesa (odc. 16),
  - Wilhelm Tell (odc. 19)
- Andrzej Gawroński –
  - król (odc. 13),
  - Skrzat (odc. 16),
  - sędzia (odc. 16),
  - Gestler (odc. 19),
  - pucybut (odc. 22)
- Ryszard Nawrocki – Claude (odc. 18)
- Eugeniusz Robaczewski – dyrektor teatru Edina (odc. 22)

i inni
Lektor: Jerzy Dominik

### Wersja VHS
- Dystrybucja w Polsce: Cass Film oraz Eurocom (wersje wydane w serii Klasyka bajek (po 4 odcinki na każdej kasecie VHS) z polskim dubbingiem)[25].

### Wersja pełnometrażowa
Kot w butach (ang. The journey of Puss’n boots) – film pełnometrażowy wyprodukowany przez Enoki Films. Jest to wersja z japońskim dubbingiem i polskim lektorem Januszem Szydłowskim.
- Wersja polska: dla TiM Film Studio – DubbFilm
- Tekst: Małgorzata Lalowska
- Czytał: Janusz Szydłowski

Wersja ta została wydana na DVD przez TiM Film Studio.